# Zewnętrze

Punkt Z należy do zewnętrza figury.

Zewnętrze zbioru F – zbiór takich punktów przestrzeni topologicznej, dla których istnieje otoczenie rozłączne z F.
Zgodnie z definicją zewnętrze zbioru jest więc wnętrzem dopełnienia tego zbioru.

## Własności
- Punkty brzegu nie należą ani do wnętrza ani do zewnętrza.